# Phyllanthus gradyi
Phyllanthus gradyi är en emblikaväxtart som beskrevs av M.J.Silva och M.F.Sales. Phyllanthus gradyi ingår i släktet Phyllanthus och familjen emblikaväxter. Inga underarter finns listade i Catalogue of Life.

## Bildgalleri

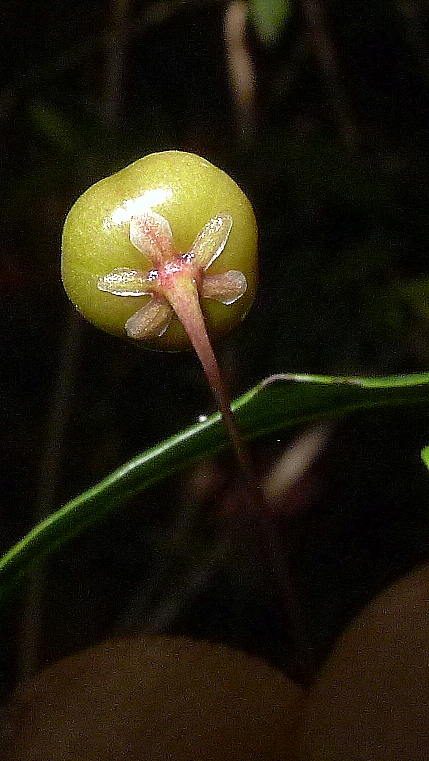
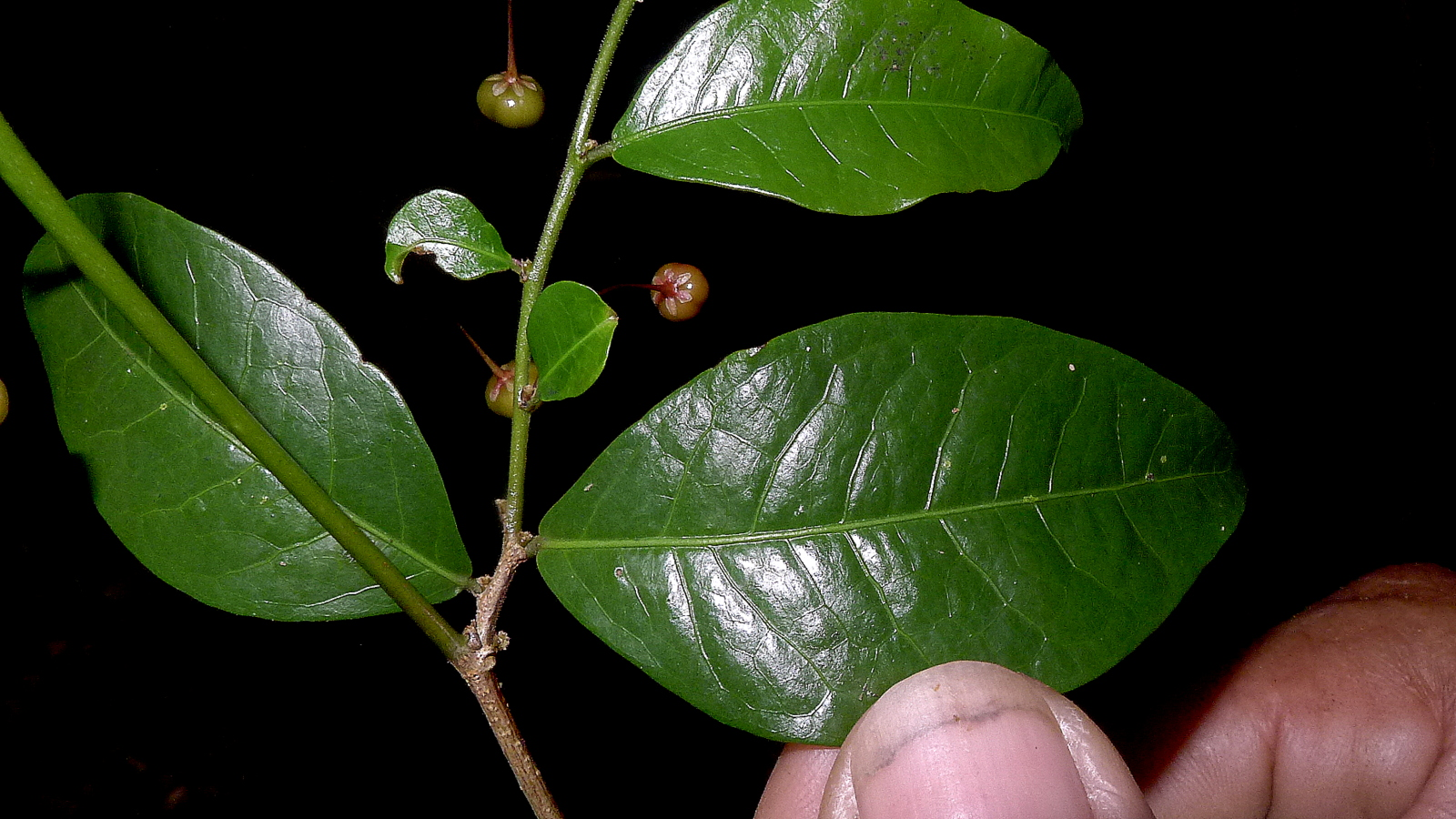
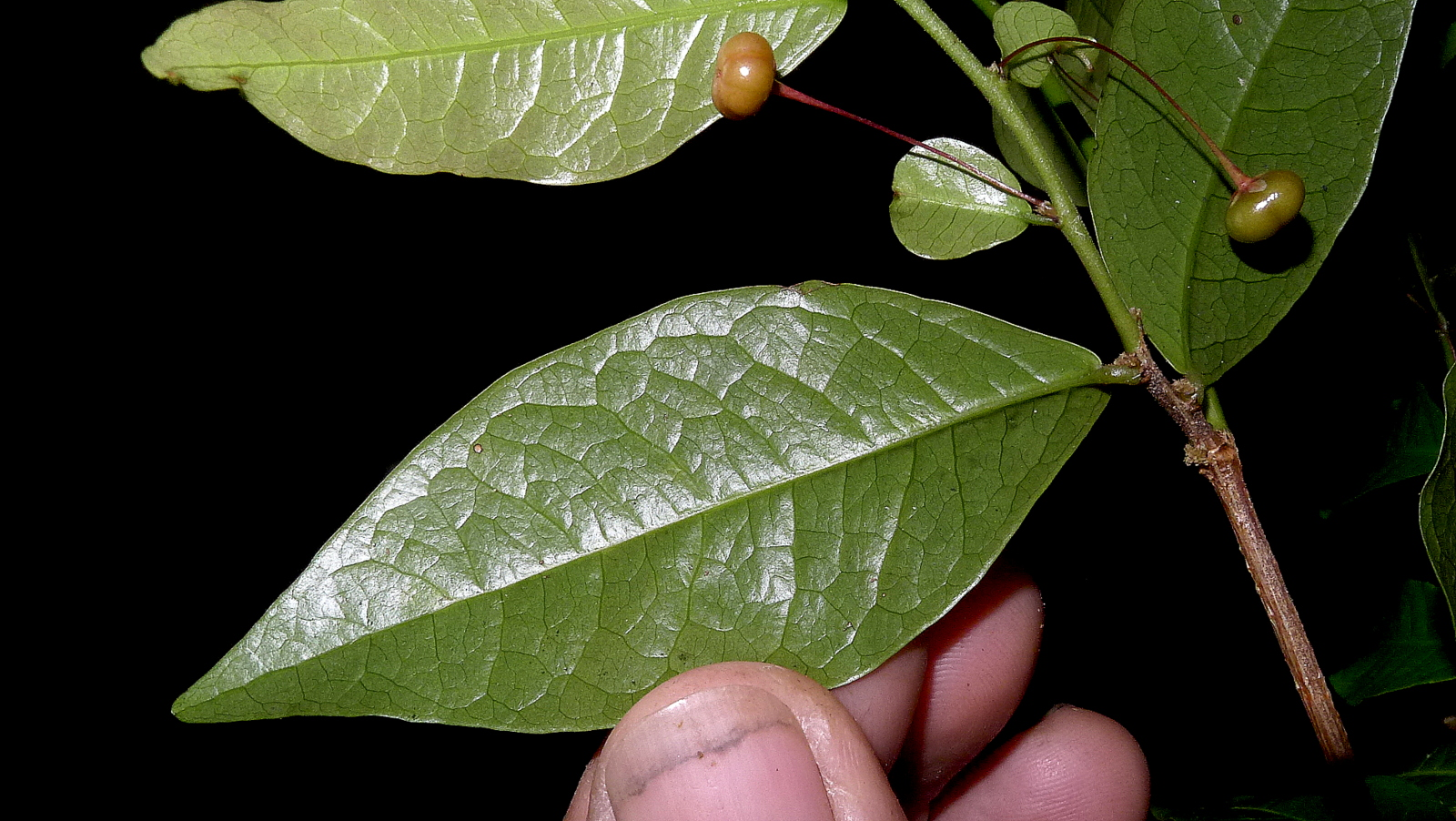
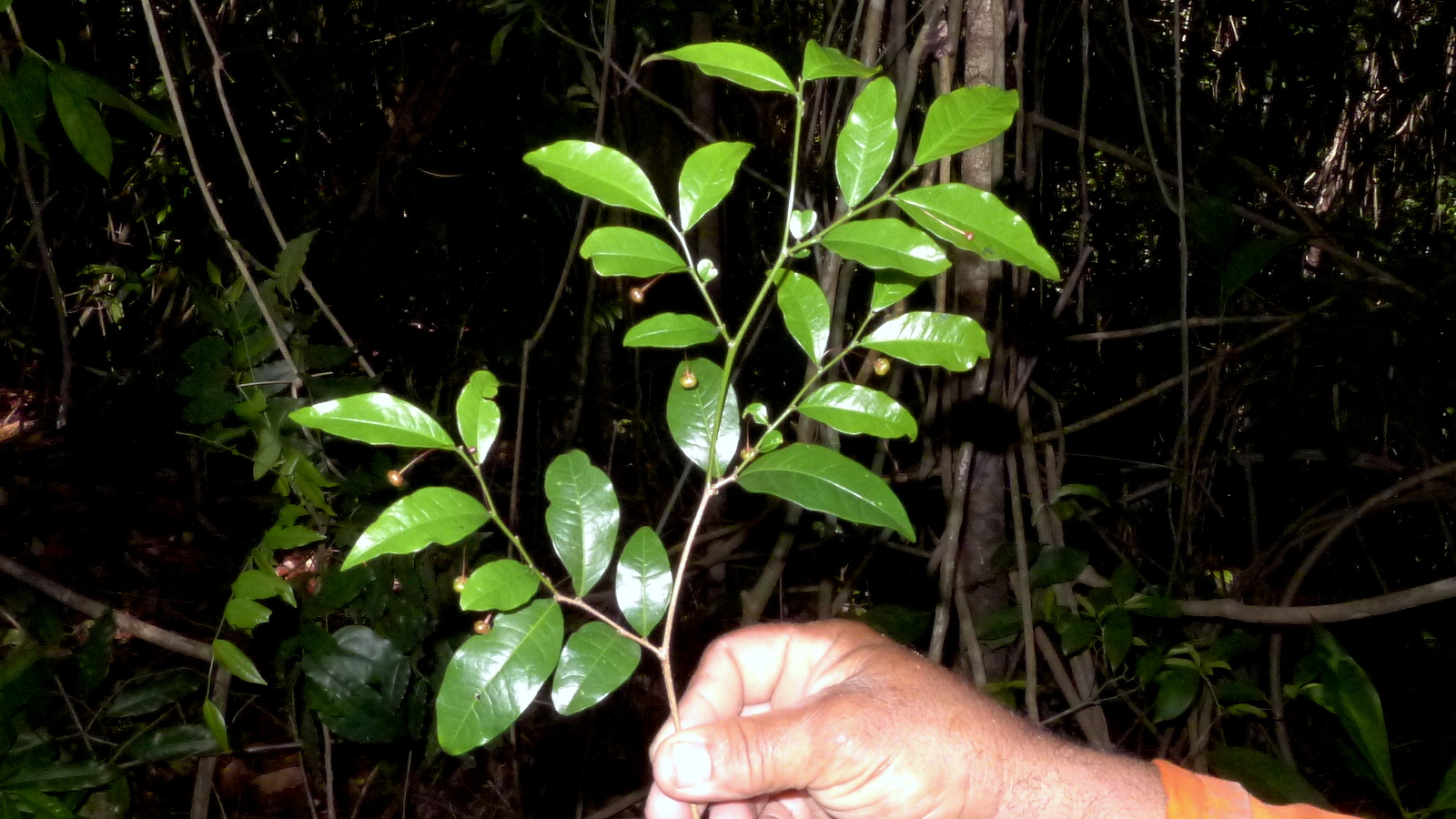